# Olympia (stad)

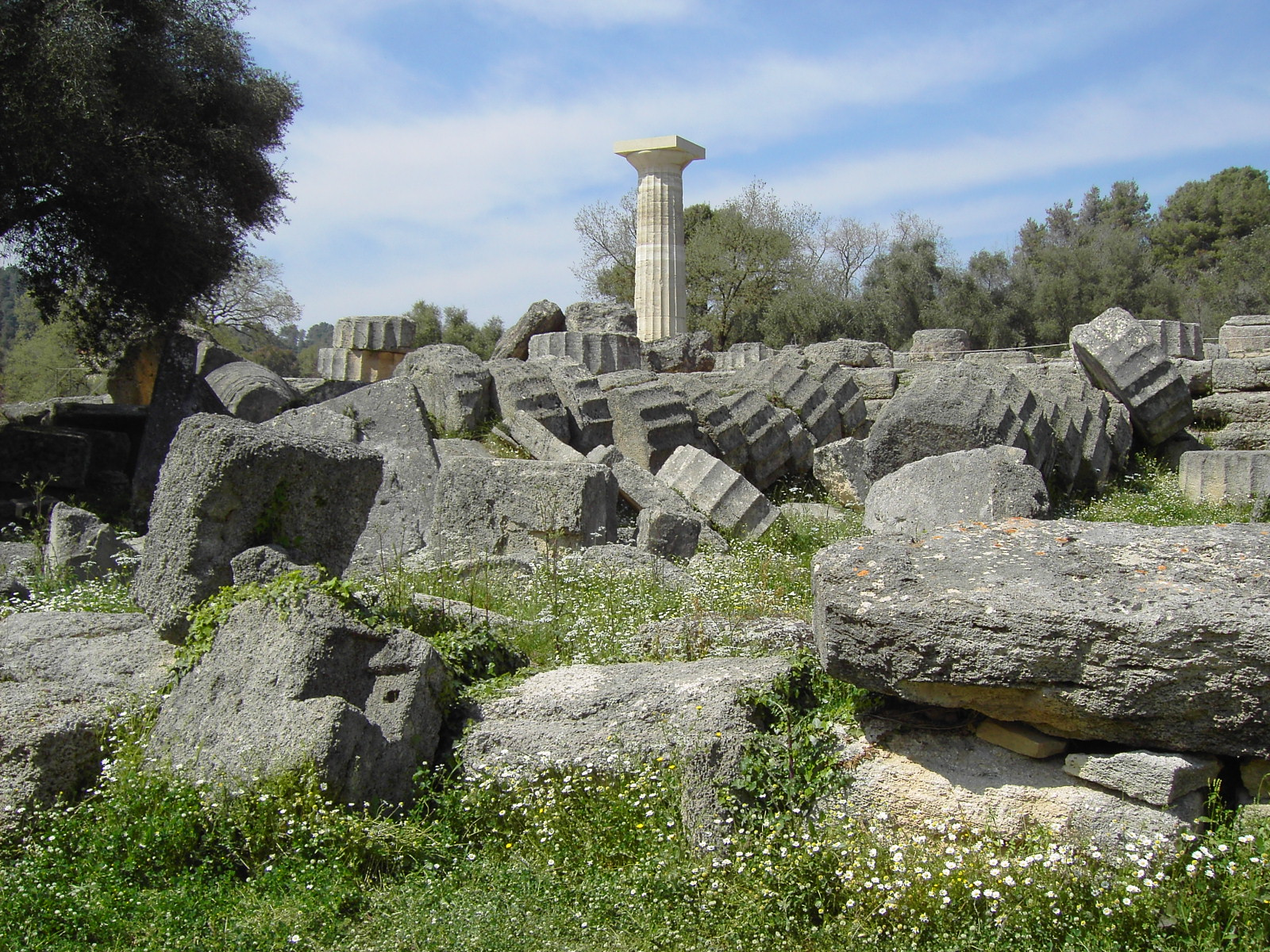
De ruïnes van de Zeustempel, één zuil werd in 2005 gereconstrueerd.

Olympia, Oudgrieks: Ολυμπία, Olympí'a of Ολύμπια, Olýmpia, is een uitgestrekt opgravingsveld in Griekenland, op de plaats waar om de vier jaar de Olympische Spelen in de klassieke oudheid werden gehouden. Het ligt in het hart van de landstreek Elis, in een weelderig begroeide vallei, waar de rivieren Alpheüs, Nieuwgrieks Alfiós, en Kladeos, Nieuwgrieks Laléïko, bij elkaar komen.
Het oude heiligdom was aan Zeus gewijd en werd gevormd door een domein, de Altis, heilig woud, genaamd. Altis en naaste omgeving werden in de loop der tijden volgebouwd met een zeer groot aantal tempels, altaren, standbeelden, schathuizen, Grieks thesauroi, voor de wijgeschenken der Griekse staten en voor de spelen bestemde bouwwerken, onder andere een stadion.
Een echte stad was Olympia niet. De enige vaste bewoners waren priesters en verder tempelpersoneel, zoals koks, hout- en metaalbewerkers en gidsen om bezoekers rond te leiden. Bezoekers van de spelen, die in de zomer plaatsvonden, bivakkeerden in de open lucht; voor officiële gasten was er een speciaal logement, het Leonidaion. De inkomsten van het heiligdom bestonden uit, soms zeer aanzienlijke, schenkingen.

## Overzicht van de belangrijkste bouwwerken
- de imposante resten van de oudste tempel (ca. 600 v.Chr.), aan Hera gewijd, met zuilen van verschillende vorm, die in de loop der tijd de vroege houten zuilen hebben vervangen. Daarbinnen is het beroemde marmeren beeld gevonden van de Hermes van Praxiteles, thans in het plaatselijk museum. Hier wordt tegenwoordig de Olympische vlam ontstoken, die vervolgens in estafettevorm naar de openingsceremonie van de Olympische Spelen wordt gebracht. Dit gebeurde in 1936 voor de Olympische Spelen van Berlijn voor het eerst.
- de voornaamste tempel was die van Zeus Olympios, = van de Olympus, vandaar de naam Olympia, een werk van de bouwmeester Libon van Elis. De tempel werd na de Perzische Oorlogen, als het ware als nationaal oorlogsmonument, gesticht en in 456 v.Chr. voltooid. Binnenin bevond zich het door Phidias vervaardigde, 12 m hoge goud-en-ivoren beeld van Zeus op zijn troon, een van de zeven wereldwonderen van de antieke wereld. Het werd in 426 na Chr. naar Constantinopel overgebracht, waar het 50 jaar later bij een paleisbrand verloren ging. De gebeeldhouwde metopen, thans in het lokale museum, laten de twaalf werken van Herakles zien.
- De derde grote tempel was het Metroön, aan de moedergodin Rhea gewijd, later voor de Romeinse keizercultus bestemd.
- Verderop ligt, op een terras, een rij van schathuizen uit de 6e en begin 5e eeuw v.Chr., grotendeels door steden uit West-Griekenland gesticht.
- Philippeüm, een Tholos, die na de Slag bij Chaeronea in 338 v.Chr. in opdracht van Philippus II van Macedonië werd opgericht, vlak bij de huidige ingang, waarin goud-en-ivoren beelden van hem en zijn familie, door de beeldhouwer Leochares gemaakt, werden opgesteld.
- Aan de westkant lagen

1. het Leonidaion, een naar de stichter Leonidas, maar niet de beroemde Spartaanse koning, genoemd hotel met een reeks kamers rondom een door zuilengaanderijen omgeven binnenplaats,
2. het theokoleon of priesterverblijf, en
3. de palaestra uit de 3e eeuw v.Chr.: een trainingslocatie voor boksen, worstelen en springen, en het gymnasion uit de 2e eeuw v.Chr.: de oefenplaats voor hardlopen, speerwerpen en discuswerpen.

- achter het theokoleon lag de werkplaats van Phidias: archeologische vondsten, een drinkbeker met zijn naam erin gegrift en matrijzen voor het gouden gewaad van het Zeusbeeld, getuigen van zijn aanwezigheid.
- van het olympische stadion zijn restanten van de krypte, tunnel, zichtbaar, evenals de restanten van de jurytribune en de aarden publiekstribune

De tempels werden in 426 verwoest, nadat in 394 na Chr. op keizerlijk bevel de 'heidense' Spelen waren afgeschaft. Het weer, aardbevingen en overstromingen verwoestten daarna nog meer. In 1875 begonnen opgravingen door Duitse archeologen.

## Huidige bestuurlijke indeling
Archaia Olympia, Grieks: Αρχαία Ολυμπία, is sedert 2011 een fusiegemeente, een dimos, in de bestuurlijke regio, periferia, West-Griekenland.
De vier deelgemeenten, dimotiki enotita, van de fusiegemeente zijn:
- Archaia Olympia, Αρχαία Ολυμπία
- Foloi, Φολόη
- Lampeia, Λαμπεία
- Lasiona, Λασιώνα

## Plattegrond

1: Noord-Oost propylon
– 2: Prytaneion
– 3: Philippeion
– 4: Tempel van Hera
– 5: Pelopion
– 6: Nymhi van Herodes Atticus
– 7: Metroon
– 8: Zanes
– 9: Crypte
– 10: Stadion
– 11: Echo stoa
– 12: Gebouw van Ptolemy II en Arsinoe
– 13: Hestia stoa
– 14: Hellenistisch gebouw
– 15: Tempel van Zeus
– 16: Altaar van Zeus
– 17: Ex voto of Achaeans
– 18: Ex voto of Mikythos
– 19: Nike van Paionios
– 20: Gymnasium
– 21: Palaestra
– 22: Theokoleon
– 23: Heroon
– 24: Phidias
– 25: Baden van Kladeos
– 26: Griekse baden
– 27 en 28: Hotels
– 29: Leonidaion
– 30: Zuidelijke baden
– 31: Bouleuterion
– 32: Zuidelijke stoa
– 33: Villa Nero
Schatplaatsen
I: Sicyon
– II: Syracuse
– III: Epidamnus ?
– IV: Byzantion ?
– V: Sybaris ?
– VI: Cyrene ?
– VII: onbepaald
– VIII: altaar ?
– IX: Selinunte
– X: Metapontum
– XI: Megara
– XII: Gela